# レッドルゼル
レッドルゼル（欧字名:Red le Zele、2016年3月25日 - ）は、日本の競走馬。主な勝ち鞍は2021年のJBCスプリント、根岸ステークス、2022年の東京盃。
馬名の意味は、冠名＋熱望（フランス語）。

## 戦績

### 2歳（2018年）
9月17日阪神芝1400mの新馬戦で北村友一を背にデビュー。単勝1.4倍の抜けた1番人気に支持されるもニホンピロヘンソンの3着に敗れた。次いで出走した11月17日京都ダート1400mの未勝利戦では初ダートながら2着に1.9秒差の大差勝ちを収めた。

### 3歳（2019年）
年明け緒戦として出走したはこべら賞（500万下）では道中2番手を追走するもケイアイターコイズの2着となるも、続く4月7日阪神の3歳500万下で勝利。中2週で臨んだ端午ステークスは2番人気で迎えるも直線伸びを欠き7着に敗れた。約6カ月の休養を挟んで出走した三峰山特別（2勝クラス）では2番手から抜け出し2着に3馬身差をつけ勝利した。続いて出走した11月23日銀嶺ステークス（3勝クラス）は56kgのトップハンデを背負い1着に1/2馬身差の2着だった。

### 4歳（2020年）
続く門松ステークス（3勝クラス）は1番人気に支持されるものちに東京盃やカペラステークスを制するジャスティンにアタマ差敗れるも川田将雅に乗り替わりとなって臨んだ橿原ステークス（3勝クラス）は単勝1.4倍の1番人気に支持され、道中中団から直線で抜け出し勝利。次走コーラルステークスは先に抜け出したサクセスエナジーを直線残り100m付近で捉えて先頭に立つと3/4馬身差をつけて勝利。連勝しての出走となった天保山ステークスは再び北村友一の騎乗で出走するもサヴィを半馬身差捉えきれず2着。次いで出走したプロキオンステークスでは重賞初挑戦ながら1番人気に支持され再び川田将雅に乗り替わっての出走となった。先行集団から抜け出しを図るも伸びずサンライズノヴァの8着と敗れた。約3カ月の休養明けで臨んだ10月24日室町ステークスは後方集団から上がり最速の脚で追い込み勝利した。続くカペラステークスでは再び1番人気に支持されるも門松ステークスで敗れたジャスティン（前述）のまたしてもクビ差に敗れた。

### 5歳（2021年）
5歳となっての緒戦として出走した根岸ステークスは、2.5倍の1番人気で臨み、追い込んだワンダーリーデルをアタマ差抑え勝利し、フェブラリーステークスの優先出走権を手にした。GI初挑戦となった2月24日フェブラリーステークスでは前哨戦勝ち馬として3番人気に支持された。直線後方から追い込んだが先に抜け出したカフェファラオやエアスピネルには届かず4着となった。次いで陣営は3月27日ドバイワールドカップミーティングのドバイゴールデンシャヒーンを選択。海外初挑戦となった同競走では、最低人気ながらコースレコードで逃げ切ったゼンデンに3.1/4馬身離された2着に敗れた。その後は休養に入り、半年ぶりのレースとなった東京盃は後方から脚を伸ばし3着に入ると、叩かれて迎えたJBCスプリントでは直線内から鋭く伸びて完勝。JpnI初制覇を飾った。父のロードカナロアにとっても産駒のダートJpn1初制覇となった。

### 6歳（2022年）
6歳初戦としてフェブラリーステークスに2年連続で出走。前年の覇者カフェファラオを抑えて3.1倍の単勝1番人気に支持された。レースでは中団を進み、直線追い上げを図るも伸びを欠き、6着に敗戦した。3月26日にはドバイゴールデンシャヒーンに出走。レースでは道中最後方を進み、直線猛然と追い込むも、残り300m付近で先頭にたったスイッツァランドに逃げ切りを許し2着。2年連続での2着となった。その後半年ほど休養し、10月5日の東京盃でレースに復帰。道中は後方に控え、直線で外に持ち出してオーロラテソーロ、テイエムサウスダンら先行各馬をまとめて交わし重賞3勝目を挙げた。年内最終戦のJBCスプリントは単勝1番人気に支持されたが、後方からの追い込みが間に合わず4着に敗れた。

### 7歳（2023年）
7歳初戦として、3年連続となるフェブラリーステークス（GI）に出走。レースでは15番手からメンバー最速の上がり3F35秒7で伸びたが、勝ち馬レモンポップには届かず2着に敗れた。鞍上の川田将雅は「返し馬で具合の良さを感じましたし、その通りに走ってくれました。全力で走っての2着ですね。いい形でドバイに向かいます」と語ったが3年連続で出走したドバイゴールデンシャヒーンの結果は6着。放牧を挟んでJBCスプリントを予定していたが夏負けの影響もあり態勢が整わないため回避した。11月11日の武蔵野ステークスでドライスタウトの3着となったのち、翌年のフェブラリーステークス一本に絞っての調整で放牧に出ることになった。

### 8歳（2024年）
8歳初戦は、目標通り4年連続となるフェブラリーステークスに出走するも6着。さらにレース後右前脚の歩様に若干、違和感があり、つなぎ周辺に熱感と触診痛が確認されたことから栗東トレセン診療所でエコー検査とレントゲン検査を受けた結果、右前脚の種子骨靱帯周辺の腱鞘が炎症を起こしていることが判明し放牧へ出された。3月5日に安田隆行調教師が定年引退を迎えるため、この後は転厩が予定されていたが、検査の結果、右前脚の種子骨靭帯周辺の腱鞘が炎症しているうえに、一部の腱は石灰化していることが確認されるなど復帰には相当な時間を要するため、2月25日、オーナーの東京ホースレーシングにより現役引退が発表された。2月28日をもってJRAの競走馬登録を抹消され、引退後は北海道浦河町のイーストスタッドで種牡馬として供用される。

## 競走成績
以下の内容は、JBISサーチ、netkeiba.com、Racing Post、エミレーツ競馬協会およびTotal Performance Dataの情報に基づく。
| 競走日     | 競馬場   | 競走名        | 格      | 距離（馬場）  | 頭 数 | 枠 番 | 馬 番 | オッズ （人気） | 着順 | タイム （上り3F） | 着差           | 騎手      | 斤量 [kg] | 1着馬（2着馬）         | 馬体重 [kg] |
| ---------- | -------- | ------------- | ------- | ------------- | ----- | ----- | ----- | --------------- | ---- | ----------------- | -------------- | --------- | --------- | ---------------------- | ----------- |
| 2018.09.17 | 阪神     | 2歳新馬       |         | 芝1400m（良） | 11    | 6     | 6     | 001.40（1人）   | 03着 | R1:22.4（36.8）   | -0.5           | 0北村友一 | 54        | ニホンピロヘンソン     | 468         |
| 0000.11.17 | 京都     | 2歳未勝利     |         | ダ1400m（良） | 16    | 2     | 4     | 001.70（1人）   | 01着 | R1:25.0（37.5）   | -1.9           | 0北村友一 | 55        | （ピースプレイヤー）   | 466         |
| 2019.01.26 | 中京     | はこべら賞    | 500万下 | ダ1400m（良） | 16    | 4     | 7     | 001.90（1人）   | 02着 | R1:25.1（39.2）   | -0.7           | 0北村友一 | 56        | ケイアイターコイズ     | 472         |
| 0000.04.07 | 阪神     | 3歳500万下    |         | ダ1400m（良） | 16    | 6     | 11    | 002.10（2人）   | 01着 | R1:25.3（36.8）   | -0.5           | 0北村友一 | 56        | （ペガサス）           | 466         |
| 0000.04.28 | 京都     | 端午S         | OP      | ダ1400m（良） | 15    | 5     | 8     | 005.10（2人）   | 07着 | R1:24.7（36.8）   | -0.6           | 0北村友一 | 56        | ヴァニラアイス         | 470         |
| 0000.10.21 | 東京     | 三峰山特別    | 2勝     | ダ1300m（稍） | 16    | 5     | 10    | 003.50（1人）   | 01着 | R1:17.2（35.6）   | -0.5           | 0北村友一 | 55        | （オリオンパッチ）     | 472         |
| 0000.11.23 | 東京     | 銀嶺S         | 3勝     | ダ1400m（不） | 16    | 1     | 1     | 003.80（1人）   | 02着 | R1:22.9（35.7）   | -0.1           | 0北村友一 | 55        | ブルベアイリーデ       | 480         |
| 2020.01.05 | 京都     | 門松S         | 3勝     | ダ1200m（稍） | 16    | 2     | 3     | 002.40（1人）   | 02着 | R1:10.1（35.0）   | -0.0           | 0北村友一 | 56        | ジャスティン           | 484         |
| 0000.02.09 | 京都     | 橿原S         | 3勝     | ダ1200m（良） | 16    | 7     | 14    | 001.40（1人）   | 01着 | R1:10.9（36.2）   | -0.5           | 0川田将雅 | 57        | （ロードラズライト）   | 484         |
| 0000.04.04 | 阪神     | コーラルS     | L       | ダ1400m（良） | 16    | 3     | 5     | 001.90（1人）   | 01着 | R1:22.5（36.2）   | -0.1           | 0川田将雅 | 55        | （サクセスエナジー）   | 490         |
| 0000.06.13 | 阪神     | 天保山S       | OP      | ダ1400m（不） | 14    | 6     | 12    | 002.00（1人）   | 02着 | R1:22.4（36.1）   | -0.1           | 0北村友一 | 57        | サヴィ                 | 486         |
| 0000.07.12 | 阪神     | プロキオンS   | GIII    | ダ1400m（稍） | 16    | 3     | 5     | 003.60（1人）   | 08着 | R1:22.7（36.3）   | -0.9           | 0川田将雅 | 56        | サンライズノヴァ       | 484         |
| 0000.10.24 | 京都     | 室町S         | OP      | ダ1200m（重） | 16    | 1     | 2     | 003.60（2人）   | 01着 | R1:09.4（34.4）   | -0.0           | 0川田将雅 | 56        | （リュウノユキナ）     | 492         |
| 0000.12.13 | 中山     | カペラS       | GIII    | ダ1200m（良） | 16    | 6     | 12    | 003.00（1人）   | 02着 | R1:09.8（35.4）   | -0.0           | 0川田将雅 | 56        | ジャスティン           | 492         |
| 2021.01.31 | 東京     | 根岸S         | GIII    | ダ1400m（稍） | 16    | 2     | 3     | 002.50（1人）   | 01着 | R1:22.3（35.1）   | -0.0           | 0川田将雅 | 56        | （ワンダーリーデル）   | 494         |
| 0000.02.21 | 東京     | フェブラリーS | GI      | ダ1600m（良） | 16    | 8     | 16    | 006.00（3人）   | 04着 | R1:34.9（35.5）   | -0.5           | 0川田将雅 | 57        | カフェファラオ         | 490         |
| 0000.03.27 | メイダン | ドバイGS      | G1      | ダ1200m（Fs） | 13    | 12    | 10    | 006.30（4人）   | 02着 | 0                 | （3馬身 1/4）  | 0R.ムーア | 57        | Zenden                 | 計不        |
| 0000.10.06 | 大井     | 東京盃        | JpnII   | ダ1200m（稍） | 13    | 1     | 1     | 003.40（2人）   | 03着 | R1:10.4（35.5）   | -0.1           | 0川田将雅 | 56        | サクセスエナジー       | 486         |
| 0000.11.03 | 金沢     | JBCスプリント | JpnI    | ダ1400m（良） | 12    | 8     | 12    | 002.00（1人）   | 01着 | R1:24.6（35.2）   | -0.6           | 0川田将雅 | 57        | （サンライズノヴァ）   | 488         |
| 2022.02.20 | 東京     | フェブラリーS | GI      | ダ1600m（重） | 16    | 3     | 5     | 003.90（1人）   | 06着 | R1:34.6（34.9）   | -0.8           | 0川田将雅 | 57        | カフェファラオ         | 494         |
| 0000.03.26 | メイダン | ドバイGS      | G1      | ダ1200m（Fs） | 13    | 6     | 10    | 003.70（2人）   | 02着 | 0                 | -（1馬身 3/4） | 0川田将雅 | 57        | Switzerland            | 計不        |
| 0000.10.05 | 大井     | 東京盃        | JpnII   | ダ1200m（稍） | 8     | 8     | 8     | 002.80（1人）   | 01着 | R1:10.6（35.3）   | -0.2           | 0川田将雅 | 58        | （テイエムサウスダン） | 487         |
| 0000.11.03 | 盛岡     | JBCスプリント | JpnI    | ダ1200m（良） | 14    | 1     | 1     | 002.20（1人）   | 04着 | R1:09.8（33.5）   | -0.7           | 0川田将雅 | 57        | ダンシングプリンス     | 488         |
| 2023.02.19 | 東京     | フェブラリーS | GI      | ダ1600m（良） | 16    | 8     | 15    | 009.00（3人）   | 02着 | R1:35.8（35.7）   | -0.2           | 0川田将雅 | 58        | レモンポップ           | 488         |
| 0000.03.25 | メイダン | ドバイGS      | G1      | ダ1200m（Fs） | 14    | 10    | 7     | 005.90（2人）   | 06着 | R1:11.22（35.48） | -0.53          | 0川田将雅 | 57        | Sibelius               | 計不        |
| 0000.11.11 | 東京     | 武蔵野S       | GIII    | ダ1600m（良） | 16    | 6     | 12    | 011.50（5人）   | 03着 | R1:35.8（36.1）   | -0.6           | 0横山典弘 | 58        | ドライスタウト         | 490         |
| 2024.02.18 | 東京     | フェブラリーS | GI      | ダ1600m（良） | 16    | 7     | 13    | 013.50（6人）   | 06着 | R1:36.5（36.9）   | -0.8           | 0北村友一 | 58        | ペプチドナイル         | 490         |

- 海外の競走の「枠番」欄にはゲート番を記載

## 血統表
| レッドルゼルの血統            | レッドルゼルの血統                                | レッドルゼルの血統                                | （血統表の出典）                                  | （血統表の出典）    |
| 父系                          | ミスタープロスペクター系                          | ミスタープロスペクター系                          | ミスタープロスペクター系                          | [ § 2 ]             |
| 父 ロードカナロア 2008 鹿毛   | 父の父キングカメハメハ 2001 鹿毛                  | Kingmambo                                         | Mr. Prospector                                    | Mr. Prospector      |
| 父 ロードカナロア 2008 鹿毛   | 父の父キングカメハメハ 2001 鹿毛                  | Kingmambo                                         | Miesque                                           |                     |
| 父 ロードカナロア 2008 鹿毛   | 父の父キングカメハメハ 2001 鹿毛                  | *マンファス                                       | *ラストタイクーン                                 | *ラストタイクーン   |
| 父 ロードカナロア 2008 鹿毛   | 父の父キングカメハメハ 2001 鹿毛                  | *マンファス                                       | Pilot Bird                                        |                     |
| 父 ロードカナロア 2008 鹿毛   | 父の母レディブラッサム 1996 鹿毛                  | Storm Cat                                         | Storm Bird                                        | Storm Bird          |
| 父 ロードカナロア 2008 鹿毛   | 父の母レディブラッサム 1996 鹿毛                  | Storm Cat                                         | Terlingua                                         |                     |
| 父 ロードカナロア 2008 鹿毛   | 父の母レディブラッサム 1996 鹿毛                  | *サラトガデュー                                   | Cormorant                                         | Cormorant           |
| 父 ロードカナロア 2008 鹿毛   | 父の母レディブラッサム 1996 鹿毛                  | *サラトガデュー                                   | Super Luna                                        |                     |
| 母 フレンチノワール 2005 鹿毛 | 母の父*フレンチデピュティ 1992 栗毛               | Deputy Minister                                   | Vice Regent                                       | Vice Regent         |
| 母 フレンチノワール 2005 鹿毛 | 母の父*フレンチデピュティ 1992 栗毛               | Deputy Minister                                   | Mint Copy                                         |                     |
| 母 フレンチノワール 2005 鹿毛 | 母の父*フレンチデピュティ 1992 栗毛               | Mitterand                                         | Hold Your Peace                                   | Hold Your Peace     |
| 母 フレンチノワール 2005 鹿毛 | 母の父*フレンチデピュティ 1992 栗毛               | Mitterand                                         | Laredo Lass                                       |                     |
| 母 フレンチノワール 2005 鹿毛 | 母の母パープルホワイト 1996 鹿毛                  | フジキセキ                                        | *サンデーサイレンス                               | *サンデーサイレンス |
| 母 フレンチノワール 2005 鹿毛 | 母の母パープルホワイト 1996 鹿毛                  | フジキセキ                                        | *ミルレーサー                                     |                     |
| 母 フレンチノワール 2005 鹿毛 | 母の母パープルホワイト 1996 鹿毛                  | *カノープス                                       | Theatrical                                        | Theatrical          |
| 母 フレンチノワール 2005 鹿毛 | 母の母パープルホワイト 1996 鹿毛                  | *カノープス                                       | Heather Bee                                       |                     |
| 母系(F-No.)                   | カノープス(USA)系(FN:1-s)                         | カノープス(USA)系(FN:1-s)                         | カノープス(USA)系(FN:1-s)                         | [ § 3 ]             |
| 5代内の近親交配               | Nureyev5 × 5 = 6.25% Northern Dancer5 × 5 = 6.25% | Nureyev5 × 5 = 6.25% Northern Dancer5 × 5 = 6.25% | Nureyev5 × 5 = 6.25% Northern Dancer5 × 5 = 6.25% | [ § 4 ]             |
| 出典                          | 1. 2. 3. 4.                                       | 1. 2. 3. 4.                                       | 1. 2. 3. 4.                                       | 1. 2. 3. 4.         |

- 半姉フィルムフランセの産駒にマピュース。